# Die Schule der Frauen (Liebermann)
Die Schule der Frauen ist eine Opera buffa von Rolf Liebermann nach einem Libretto von Heinrich Strobel. Das Textbuch basiert auf der französischen Verskomödie L’école des femmes von Molière. Die einaktige Urfassung wurde am 3. Dezember 1955 in Louisville im US-Bundesstaat Kentucky in der englischen Übersetzung und Bearbeitung von Elisabeth Montague unter dem Titel The School for Wives uraufgeführt. Eine auf drei Akte erweiterte Neufassung kam am 17. August 1957 im Salzburger Landestheater im Rahmen der Salzburger Festspiele das erste Mal auf die Bühne. Dabei sangen Walter Berry, Kurt Böhme, Anneliese Rothenberger, Nicolai Gedda und Christa Ludwig. George Szell leitete die Wiener Philharmoniker. Den folgenden Ausführungen liegt die erweiterte Neufassung zugrunde.

## Orchester
Zwei Flöten, zwei Oboen, zwei Klarinetten, zwei Fagotte, vier Hörner, zwei Trompeten, drei Posaunen, eine Pauke, Schlagzeug, ein Cembalo und 30 Streicher. Dem Orchester gegenübergestellt wird im Zuschauerraum ein kleines Bläserensemble.

## Handlung

### Ort und Zeit
Die Oper spielt in einer französischen Stadt zur Zeit Molières, also Mitte des 17. Jahrhunderts. Die Inszenierung ist aber nicht speziell an diese Vorgaben gebunden.

### Dreiaktige Fassung
Arnolphe hat die besten Jahre seines Lebens bereits hinter sich. Am liebsten beschäftigt er sich damit, die guten Ehen seiner Nachbarn und seiner Verwandten durch Klatsch und Tratsch zu zerrütten. Für sich selbst hofft er aber, dass ihm einmal ein solches Schicksal erspart bleibe. Deshalb ließ er seine Ziehtochter Agnes in strenger klösterlicher Abgeschiedenheit erziehen, um sie – sobald sie im heiratsfähigen Alter ist – selbst zum Traualtar zu führen. Damit das Mädchen nicht auf dumme Gedanken komme, sondern ihm stets treu ergeben sein solle, versagt er ihr jegliche Bildung.
Inzwischen ist Agnes zu einer hübschen Dame herangereift und hat zum ersten Mal Liebesgefühle verspürt, aber nicht zu ihrem alten Vormund, sondern zu dem jungen Horace, dem Sohn von Arnolphes Freund Oronte. Arnolphe versucht jetzt mit List und Tücke das naive Mädchen auf seine Seite zu bringen, doch dank des Eingreifens von Molière selbst – und hier unterscheidet sich die Opernversion deutlich von der literarischen Vorlage –, der sich mehrmals auf offener Bühne als Poquelin, Alain und Henri verkleidet und die Geschichte zugunsten der jungen Liebenden lenkt, kann Arnolphe am Ende nur noch zuschauen, wie ihm seine Felle davonschwimmen.

## Musik
Liebermann versieht die Barockkomödie mit einer Musik des 20. Jahrhunderts. Zwar wandte er die Zwölftontechnik an, aber trotzdem bleibt die Musik unmittelbar wirksam mit ihrem leichten Parlando, ihren dramatischen Rezitativen und ihren lyrischen Ariosi.